# Mutigny
Mutigny település Franciaországban, Marne megyében. Lakosainak száma 206 fő (2022. január 1.). Mutigny Germaine, Avenay-Val-d’Or, Aÿ-Champagne és Saint-Imoges községekkel határos.

## Népesség
A település népességének változása:
| Lakosok száma | 115  | 137  | 173  | 217  | 204  | 195  | 188  | 189  | 193  | 206  |
|               | 1968 | 1982 | 1990 | 2006 | 2013 | 2015 | 2017 | 2019 | 2020 | 2022 |